# Palazzo di Putin
Il Palazzo di Putin (in russo Дворец Путина?, Dvorec Putina) è un complesso di palazzi e residenziale realizzati in stile italianeggiante situato sulla costa del Mar Nero vicino a Gelendžik, nel Territorio di Krasnodar, in Russia.
Il complesso è divenuto noto per la prima volta nel 2010, dopo che l'informatore Sergej Kolesnikov ha pubblicato una lettera aperta al presidente russo Dmitrij Medvedev esponendo la costruzione del palazzo. Kolesnikov ha anche affermato che l'impresa era gestita da Nikolaj Šamalov che agiva per conto di Vladimir Putin. Successivamente fu segnalato che Aleksandr Ponomarenko ne detenesse la proprietà.
Il complesso ha attirato un'attenzione pubblica più sostanziale nel 2021, quando la Fondazione anti-corruzione (FBK) del leader dell'opposizione russa Aleksej Naval'nyj ha pubblicato un film documentario investigativo sull'edificio che descriveva in dettaglio un piano di corruzione presumibilmente guidato da Putin e affermava che il palazzo era stato costruito per uso personale del presidente. L’indagine della FBK ha stimato che il costo della costruzione sarà di oltre 100 miliardi di rubli (956 milioni di dollari) ai prezzi del 2022. Putin ha negato che il palazzo gli appartenesse, mentre il Cremlino ha affermato che si tratta di un'impresa privata di proprietà di vari uomini d'affari i cui nomi non possono essere rivelati dallo Stato. Dopo l'uscita del film, Arkadij Rotenberg, che ha stretti legami con Putin, ha rivendicato la proprietà del palazzo.

## Posizione ed Edifici
La residenza si trova sul Capo Idokopas, un promontorio sulla costa russa del Mar Nero vicino al villaggio di Praskoveevka, nel territorio di Krasnodar. Il promontorio è fiancheggiato da scogliere, ma la sua sommità è prevalentemente pianeggiante, ricoperta da fitti boschi di pini turchi. È delimitato da una barriera corallina che rende pericolosa la navigazione al largo.
La residenza si affaccia sulla costa russa del Mar Nero ed è costruita su un terreno con una superficie totale di 74 ettari (180 acri). Lo spazio aereo attorno al palazzo è regolamentato come spazio aereo ad uso speciale proibito P116, ovvero una zona d'interdizione al volo. Il Servizio di sicurezza federale russo (FSB) ha dichiarato che doveva proteggere un posto di frontiera dell'FSB nell'area da un aumento attività di intelligence straniera.
Gli edifici del complesso comprendono una casa con una superficie di 17.700 metri quadrati, un arboreto, una serra, un eliporto, un palazzo del ghiaccio, una chiesa, un anfiteatro, una "casa da tè", un distributore di benzina, un ponte di 80 metri e uno speciale tunnel all'interno della montagna con sala di degustazione.
All'interno dell'edificio principale si trovano la piscina, la spa, le saune, i negozi di carne e pesce, verdure e dolci, il magazzino, la sala lettura, la sala della music, il teatro e il cinema, una cantina, un casinò e una dozzina di camere da letto per gli ospiti. La camera da letto principale misura 260 metri quadrati.
La casa è stata progettata dall'architetto italiano Lanfranco Cirillo, che ha progettato proprietà per molte delle élite russe.

## Proprietà
Il funzionario del governo russo Vladimir Kozhin ha detto ai giornalisti del quotidiano russo Kommersant che il governo russo ha approvato la costruzione della tenuta da parte del gruppo Lirus e che ha mantenuto una partecipazione nel progetto fino al 2008, quando ha venduto la sua quota.
Nel marzo 2011, è emerso che Alexander Ponomarenko, un uomo d'affari e miliardario che ha realizzato i suoi profitti nei porti marittimi, nel settore bancario, nel settore immobiliare commerciale e nella costruzione di aeroporti, ha acquisito la società "Idokopas" proprietaria del palazzo. Al momento dell'acquisto, Idokopas possedeva circa 67 ettari di terreno ricreativo vicino all'insediamento di Praskoveyeka, compreso un complesso di pensioni di 26.000 metri quadrati.
Ponomarenko ha detto di aver acquistato una seconda società, la Azure Berry Company, che possedeva 60 ettari di terreno agricolo vicino a Divnomorsk, un insediamento a 13 chilometri da Praskoveyevka. Ponomarenko acquistò il complesso incompiuto da Shamalov e dai suoi soci. Al momento dell'acquisto, Ponomarenko non ha rivelato il valore dell'acquisizione, ma ha lasciato intendere che avrebbe potuto acquistare la proprietà a un prezzo molto buono: il bene era pesantemente gravato da debiti e gli sviluppatori avevano finito i soldi per completarlo.
Alla domanda sul valore previsto del complesso una volta completato, ha ammesso che i suggerimenti che potrebbero arrivare fino a 350 milioni di dollari "erano vicini alla verità". Secondo Vedomosti, gli esperti hanno stimato il valore della proprietà a 20 milioni di dollari. Nel luglio 2011, la società Azure Berry è stata venduta al gruppo SVL, controllato da Boris Titov, proprietario della fabbrica di spumanti "Abrau-Durso". I rappresentanti di Ponomarenko hanno detto a Forbes nel 2021 che Ponomarenko si è ritirato dal progetto nel 2016.
L'11 maggio 2016, RBC ha riferito che Alexei Vasilyuk attraverso la sua proprietà dell'impresa a responsabilità limitata registrata a Mosca “Cittadella del sud” ha diritti esclusivi dal 25 marzo 2016 sull'acqua lungo la costa tra Capo Idokopas e Divnomorsk per la produzione di mitili e ostriche e che il 20 aprile 2016 la “Cittadella del Sud” ha ricevuto un contratto di locazione per 25 anni su due appezzamenti di terreno per un totale di 422,1 ettari lungo il Mar Nero, vicino al “Palazzo di Putin”.
L'articolo della RBC afferma che Ponomarenko è il proprietario del “Palazzo di Putin” attraverso la sua impresa Complex che è proprietaria del terreno dove sorge il “Palazzo di Putin” dal maggio 2013 e proprietaria della struttura “Palazzo di Putin” dal marzo 2015 e che la società delle Isole Vergini britanniche Savoyan Investments Limited è proprietaria di Complex dal settembre 2013.
Secondo un articolo del Moscow Times del 13 maggio 2016, lo scopo della proprietà esclusiva della vicina costa è quella di impedire alle navi di avvicinarsi alla costa vicino al “Palazzo di Putin”. Il 3 marzo 2017, Alexander Ponomarenko ha ottenuto una partecipazione del 100% nella “Cittadella del Sud” e ha ottenuto altri due appezzamenti di terreno accanto al “Palazzo di Putin” e aveva i diritti esclusivi sull’acqua lungo la costa vicino al “Palazzo di Putin”.
Il 30 gennaio 2021, il miliardario Arkady Rotenberg, che ha stretti legami con Putin, ha dichiarato di aver acquistato la tenuta "qualche anno fa". Ha anche detto che la proprietà una volta completata diventerà un residence.

## Accuse di Corruzione

### Lettera di Kolesnikov
Nel 2010, l'uomo d'affari russo Sergei Kolesnikov scrisse una lettera aperta a Dmitry Medvedev, all'epoca presidente russo, affermando che un dentista di nome Nikolai Shamalov stesse costruendo una grande tenuta sul Mar Nero per Putin. Kolesnikov ha detto che la costruzione della tenuta stava prosciugando i fondi disponibili per il suo lavoro, che includeva la ristrutturazione di ospedali commissionata dallo stato in collaborazione con Shamalov e Dmitry Gorelov. Kolesnikov ha inoltre affermato di aver lavorato al progetto immobiliare fino a quando non è stato rimosso perché aveva espresso preoccupazione per la corruzione, che la proprietà era ancora in costruzione e che il costo era di un miliardo di dollari, finanziato con corruzione e furto.
Nel 2011, Novaya Gazeta scrisse di aver ottenuto un contratto per il palazzo firmato dall'amministratore della proprietà presidenziale nel 2005, quando Putin era presidente russo. Un sito web chiamato  RuLeaks.Ru, ha pubblicato fotografie della tenuta, ma non è riuscito a confermarne la proprietà. Medvedev ha risposto che né lui né Putin avevano alcun legame con la proprietà.
Parlando alla BBC nel 2012, Kolesnikov disse che la tenuta era ancora in costruzione e che il progetto veniva organizzato a volte da Shamalov, a volte da un vice del presidente, Igor Sechin. Kolesnikov ha detto che Shamalov non ha mai messo in dubbio il suo ruolo, aggiungendo: "C'era uno zar - e c'erano degli schiavi, che non avevano la propria opinione". , e non era chiaro se Putin avesse qualche relazione con la proprietà.

Il grafico seguente mostra lo schema di interazione tra le società e i flussi di cassa coinvolti nel finanziamento della costruzione, secondo Kolesnikov.

### Finanziamento
Nella lettera iniziale di Kolesnikov e nelle successive interviste ai media, tra cui quella a Novaya Gazeta, David Ignatius del Washington Post e Masha Gessen di Snob.ru, ha fornito un resoconto di come la costruzione della tenuta è stata finanziata dalla corruzione. Kolesnikov ha detto che all'inizio del 2000, Nikolai Terentievich Shamalov, un rappresentante della multinazionale Siemens AG nella Russia nordoccidentale e qualcuno ritenuto vicino al nuovo presidente russo Vladimir Putin, si avvicinò a Kolesnikov con una proposta commerciale.
I due uomini si conoscevano per affari dal 1993-1994, quando Kolesnikov era vicedirettore generale della Petromed, una società con sede a San Pietroburgo specializzata nell'approvvigionamento di forniture mediche. È stato anche attraverso Petromed che Kolesnikov ha conosciuto Putin, per conto del quale Shamalov ha detto di essersi avvicinato. Putin era stato a capo del Consiglio per gli affari economici esteri di San Pietroburgo, che quando la Petromed divenne una società privata nel 1992.
Kolesnikov ha detto a Masha Gessen che Putin deteneva il 94% delle azioni di Rosinvest, mentre Kolesnikov, Shamalov e Dmitry Vladimirovich Gorelov (direttore della Petromed e altro amico di Putin dai tempi di San Pietroburgo) prendevano il 2% ciascuno. Gli interessi di Rosinvest includevano la costruzione navale, l'edilizia e la lavorazione del legname. Si dice che Kolesnikov abbia affermato che Abramovich e gli altri donatori di progetti sanitari si sono comportati "nobilmente", lasciando intendere che non erano a conoscenza del fatto che una parte significativa delle loro donazioni veniva dirottata in un veicolo di investimento presumibilmente gestito a beneficio del presidente e dei suoi partner in Rosinvest. Ciò nonostante le ingenti somme coinvolte e le contestate affermazioni secondo cui il rapporto tra Putin e Abramovich sarebbe stato molto stretto.